# Susupuato
Susupuato är en kommun i Mexiko.   Den ligger i delstaten Michoacán de Ocampo, i den södra delen av landet, 140 km väster om huvudstaden Mexico City.
Följande samhällen finns i Susupuato:
- Benito Juárez
- Dolores
- Las Maravillas
- El Naranjo
- El Salto
- El Salitre
- La Loma
- El Carrizal
- Santa Rosa
- Mesa Grande
- El Tanque
- La Palma
- Cerro de Guadalupe
- La Ciranda